# Bisphenol A
Bisphenol A (BPA) là một hợp chất tổng hợp hữu cơ có công thức hóa học (CH3)2C(C6H4OH)2 thuộc nhóm các dẫn xuất của diphenylmethane và bisphenol, với hai nhóm hydroxyphenyl. Đây là một chất rắn không màu, hòa tan trong dung môi hữu cơ, nhưng tan kém trong nước (0,344% trọng lượng ở nhiệt độ 83 °C ).
BPA là nguyên liệu ban đầu để tổng hợp chất dẻo, chủ yếu là một số polycarbonat và nhựa epoxy, cũng như một số polysulfone và các vật liệu thích hợp nhất định. Nhựa sử dụng trên BPA chắc chắn và dai, và được sản xuất thành nhiều loại hàng tiêu dùng phổ biến, như chai nhựa, dụng cụ thể thao, đĩa CD và DVD. Trong năm 2015, ước tính có khoảng 4 triệu tấn hóa chất BPA được sản xuất để sản xuất nhựa polycarbonate, khiến nó trở thành một trong những hóa chất được sản xuất nhiều nhất trên toàn thế giới.
BPA là một xenoestrogen, thể hiện tính chất bắt chước estrogen, như hormone gây lo ngại về sự phù hợp của nó trong một số sản phẩm tiêu dùng và hộp đựng thực phẩm. Kể từ năm 2008, một số chính phủ đã kiểm nghiệm về sự an toàn của nó, khiến một số nhà bán lẻ rút các sản phẩm có chứa polycacbonat. Cơ quan Quản lý Thực phẩm và Dược phẩm Hoa Kỳ (FDA) đã chấm dứt cấm sử dụng BPA trong bình sữa trẻ em và bao bì sữa bột trẻ em, dựa trên sự từ bỏ thị trường do không an toàn. Liên minh châu Âu và Canada đã cấm sử dụng BPA trong bình sữa trẻ em.

## Sản xuất
BPA trên thế giới được sản xuất là 1 triệu tấn trong những năm 1980, và hơn 2,2 triệu tấn trong năm 2009.  Nó là một hóa chất được sản xuất với số lượng lớn. Hợp chất này được tổng hợp bằng cách ngưng tụ acetone (do đó có hậu tố A trong tên)  với hai phenol tương đương.  Chất xúc tác là một axit mạnh, chẳng hạn như axit hydrochloric (HCl) hoặc nhựa polystyrene sulfonated. Về mặt công nghiệp, một lượng lớn phenol được sử dụng để đảm bảo ngưng tụ hoàn toàn; hỗn hợp sản phẩm của quá trình cumene (acetone và phenol) cũng có thể được sử dụng làm nguyên liệu ban đầu:
Vô số ketone trải qua các phản ứng ngưng tụ tương tự.

## Công dụng

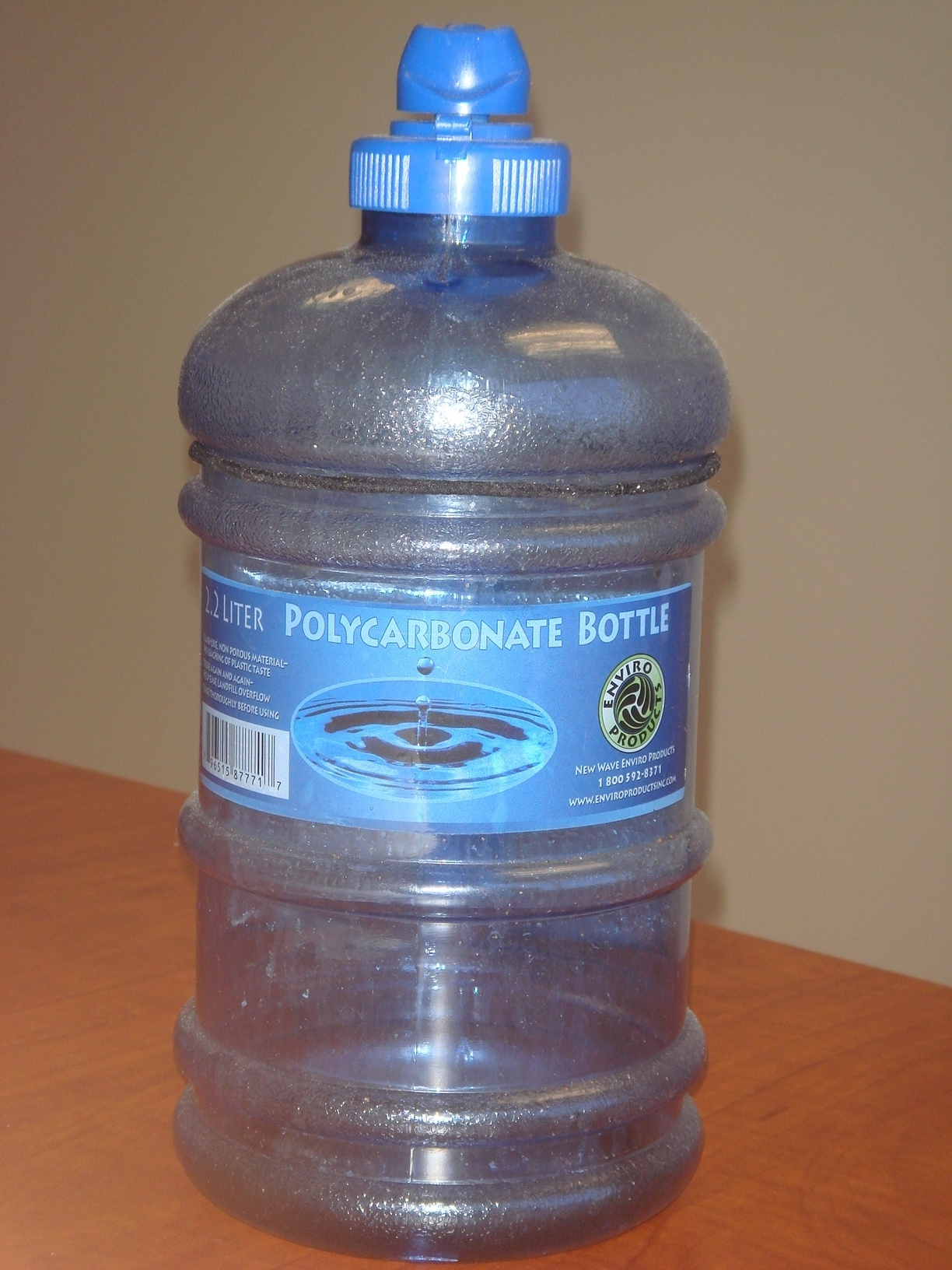
Bisphenol A chủ yếu được sử dụng để làm nhựa, chẳng hạn như chai nước polycacbonat này.

Năm 2003, mức tiêu thụ của Mỹ là 856.000 tấn, 72% trong số đó được sử dụng để sản xuất nhựa polycarbonate và 21% là nhựa epoxy.  Ở Mỹ, dưới 5% BPA được sản xuất được sử dụng trong các ứng dụng tiếp xúc với thực phẩm, nhưng vẫn còn trong ngành thực phẩm đóng hộp và các ứng dụng in như biên lai bán hàng.

### Polycarbonat
Bisphenol A và phosgene phản ứng để tạo ra polycacbonat.  Phản ứng được tiến hành trong điều kiện hai pha; axit clohydric được làm sạch bằng dung dịch nước:
Hàng triệu tấn BPA được tiêu thụ cho mục đích này hàng năm.

### Nhựa epoxy và nhựa vinyl
Nó là tiền chất trong sản xuất các loại nhựa, đặc biệt là nhựa vinyl ester.  Ứng dụng này thường bắt đầu bằng cách kiềm hóa BPA với epichlorohydrin.

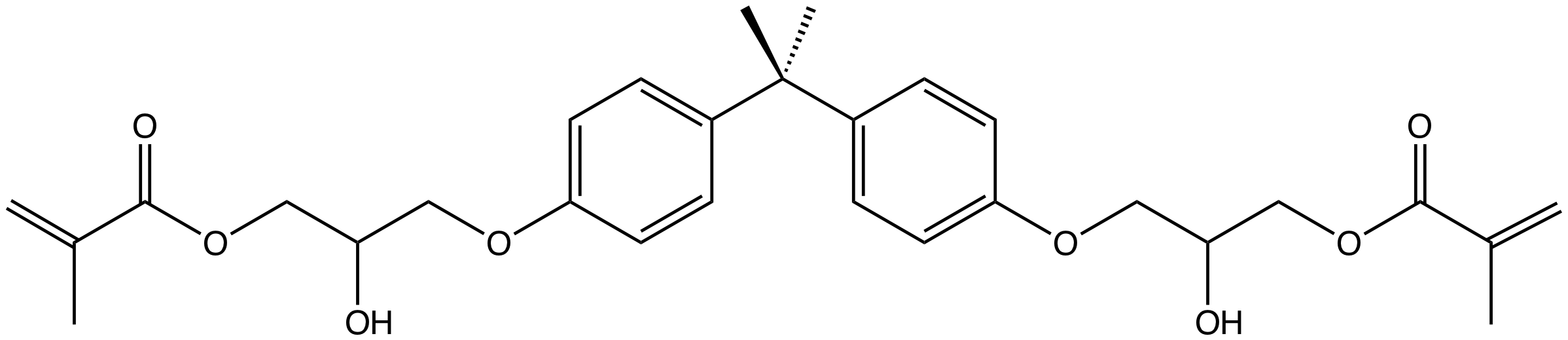
"Este vinyl" điển hình có nguồn gốc từ bisphenol A diglycidyl ether, đôi khi được gọi là BADGE. Phản ứng trùng hợp gốc tự do tạo ra một loại polymer có liên kết chéo cao.

## Nhận dạng loại nhựa

Một số nhựa loại 7 có thể chứa bisphenol.

Ở Mỹ, bao bì nhựa được chia thành bảy loại rộng cho mục đích tái chế bằng mã nhận dạng loại nhựa. Kể từ năm 2014, không có yêu cầu ghi nhãn BPA cho nhựa tại Hoa Kỳ "Nói chung, nhựa được đánh dấu bằng Mã nhận dạng nhựa 1, 2, 4, 5 và 6 rất khó có thể chứa BPA.  Một số, nhưng không phải tất cả, nhựa được đánh dấu bằng Mã nhận dạng nhựa 7 có thể được chế tạo bằng BPA. "   Loại 7 là loại "bắt" khác, và một số loại nhựa loại 7, chẳng hạn như polycacbonat (đôi khi được xác định bằng chữ "PC" gần biểu tượng tái chế) và nhựa epoxy, được làm từ bisphenol  A monome.  Loại 3 (PVC) có thể chứa bisphenol A như một chất chống oxy hóa trong "PVC dẻo" được làm mềm bằng chất hóa dẻo, nhưng không phải là PVC cứng như ống, cửa sổ và vách ngoài.

## Lịch sử
Bisphenol A được phát hiện vào năm 1891 bởi nhà hóa học người Nga, Alexanderr Dianin.
Năm 1934, các công nhân tại IG Farbenindustrie đã báo cáo về sự kết hợp của BPA và epichlorohydrin. Trong thập kỷ tiếp theo, lớp phủ và nhựa có nguồn gốc từ các vật liệu tương tự đã được mô tả bởi các công nhân tại các công ty  DeTrey Freres ở Thụy Sĩ và DeVoe và Raynold ở Mỹ.  Công việc ban đầu này đã củng cố sự phát triển của nhựa epoxy, từ đó thúc đẩy sản xuất BPA.  Việc sử dụng BPA tiếp tục phát triển với những khám phá tại Bayer và General Electric trên nhựa polycarbonate.  Những loại nhựa này xuất hiện lần đầu tiên vào năm 1958, được sản xuất bởi Mobay và General Electric, và Bayer.
Xét về tranh cãi về sự gián đoạn nội tiết, nhà hóa sinh người Anh Edward Charles Dodds đã thử nghiệm BPA như một estrogen nhân tạo vào đầu những năm 1930.  Ông đã tìm thấy BPA là 1 / 37.000 có hiệu quả như estradiol.  Dodds cuối cùng đã phát triển một hợp chất  cấu trúc tương tự, diethylstilbestrol (DES), được sử dụng làm thuốc estrogen tổng hợp ở phụ nữ và động vật cho đến khi nó bị cấm do nguy cơ gây ung thư; lệnh cấm sử dụng DES ở người xuất hiện vào năm 1971 và ở động vật vào năm 1979.  BPA không bao giờ được sử dụng như một loại thuốc.  Khả năng của BPA bắt chước tác động của estrogen tự nhiên bắt nguồn từ sự giống nhau của các nhóm phenol trên cả BPA và estradiol, cho phép phân tử tổng hợp này kích hoạt các con đường estrogen trong cơ thể.  Thông thường các phân tử có chứa phenol tương tự BPA được biết là gây ra các hoạt động estrogen yếu, do đó nó cũng được coi là chất gây rối loạn nội tiết (ED) và hóa chất estrogen.  Xenoestrogen là một loại khác mà BPA hóa học phù hợp vì khả năng làm gián đoạn mạng điều chỉnh các tín hiệu điều khiển sự phát triển sinh sản ở người và động vật.

## Độc tính
BPA thể hiện độc tính cấp tính rất thấp được chỉ định bởi LD50 là 4 g/kg (chuột).